# Les Misérables: Shoujo Cosette
Les Misérables : Shōjo Cosette (レ・ミゼラブル 少女コゼット, Re Mizeraburu Shōjo Kozetto) est un anime japonais produit par Nippon Animation. C'est une adaptation reprise du roman de Victor Hugo : Les Misérables.
L'animé a été diffusé le 7 janvier 2007 au Japon sur BS Fuji  et il comporte 52 épisodes qui durent environ 24 minutes. La série s'est terminée le 30 décembre 2007.
Actuellement, cette série n'a été doublée qu'en cantonais, italien, turc et arabe.

## Personnages et doubleurs
- Cosette : Kaori Nazuka, Tamaki Matsumoto (3 ans)
- Jean Valjean : Masashi Sugawara
- Fantine : Emiko Hagiwara
- Javert : Takashi Matsuyama
- Gavroche : Yumiko Kobayashi
- Thénardier : Masashi Yabe
- Okami (Mme Thénardier) : Mami Horikoshi
- Éponine : Yūko Sasamoto, Yūki Otomo (4 ans)
- Azelma : Kurumi Mamiya, Chihiro Yarita (2 ans)
- Alain : Anri Katsu (ce personnage n'est pas dans le roman de Victor Hugo)
- Marius : Anri Katsu
- Enjolras : Yūji Kishi
- Combeferre : Wataru Hatano
- Courfeyrac : Eiji Takemoto
- Jean Prouvaire : Yoshinori Fujita
- Grantaire : Norihisa Mori
- Laigle : Ryō Naitō
- Feuilly : Daisuke Matsubara
- Bahorel : Takahiro Yoshimizu
- Joly : Yūki Chiba
- Montparnasse : Kōji Yusa
- Claquesous :Junichi Endō
- Babet : Akio Suyama
- Gueulemer : Tetsu Inada
- Zéphine : Atsuko Tanaka
- Tron : Naomi Shindō
- Marguerite de Blemeur : Sayuri Sadaoka
- Béatrice : Miyuki Sawashiro
- Charlotte : Nozomi Sasaki
- Audrey : Haruka Tomatsu
- Hugues : Ai Tokunaga
- Bressole : Yūko Sanpei
- Sœur Simplice : Mika Kanai
- Toussaint : Mika Kanai
- Fauchelevent : Takkō Ishimori
- Gillenormand : Tetsuo Komura
- Tante de Marius (Mademoiselle Gillenormand) : Miyuki Ono
- Pontmercy : Akihiko Ishizumi
- Mabeuf : Bin Shimada
- Bishop Myriel : Chikao Ōtsuka
- Champmathieu : Shinpachi Tsuji
- Petit Gervais : Aiko Hibi
- Bougon : Seiko Tamura
- Chabouillet : Ryūji Mizuno
- Hucheloup : Takuma Suzuki
- Mylène : Miyuki Kawashō

## L'équipe
- Histoire originale : Victor Hugo "Les Misérables"
- Producteur : Kōichi Motohashi
- Design des personnages : Hajime Watanabe et Takahiro Yoshimatsu
- Compositeur : Hayato Matsuo
- Dessinateurs : Hajime Watanabe et Takahiro Yoshimatsu
- Réalisateur : Hiroaki Sakurai
- Composition des séries : Tomoko Kanparu
- Directeur artistique : Mitsuki Nakamura
- Couleur : Tomoko Komatsubara
- Directeur photographique : Seichi Morishita
- Ingénieur du son : Hiroyuki Hayase
- Musique : Hayato Matsuo
- Producteurs musicaux : Hitoshi Yoshimura et Daisuke Honji
- Production : Fuji TV, Nippon Animation

## Épisodes
| #   | Titre Japonais                 | Romaji                        | Traduction Française (attention les traductions ne sont pas forcément justes) |
| --- | ------------------------------ | ----------------------------- | ----------------------------------------------------------------------------- |
| 1.  | ファンティーヌとコゼット       | Fantine to Cosette            | Fantine et Cosette                                                            |
| 2.  | ジャン・ヴァルジャンの秘密     | Jean Valjean no himitsu       | Le secret de Jean Valjean                                                     |
| 3.  | 新しい友達・シュシュ           | Atarashii tomodachi, Chouchou | Un nouvel ami, Chouchou                                                       |
| 4.  | お母さんの手紙                 | Okāsan no tegami              | La lettre de maman                                                            |
| 5.  | ジャヴェールの疑惑             | Javert no Giwaku              | Les soupçons de Javert                                                        |
| 6.  | コゼットの誕生日               | Cosette no Tanjōbi            | L'anniversaire de Cosette                                                     |
| 7.  | 迷子のエポニーヌ               | Maigo no Eponine              | Eponine perdue                                                                |
| 8.  | お母さんのスカート             | Okāsan no skirt               | La jupe de maman                                                              |
| 9.  | テナルディエの悪だくみ         | Thernadier no waru dakumi     | La méchanceté des Thénardier                                                  |
| 10. | 迷いのマドレーヌ               | Mayoi no Madeleine            | Madeleine perplexe                                                            |
| 11. | サンプリスの嘘                 | Simplice no uso               | Mensonge de Simplice                                                          |
| 12. | ひとりぼっちのコゼット         | Hitoribocchi no Cosette       | Cosette solitaire                                                             |
| 13. | ジャン・ヴァルジャンとコゼット | Jean Valjean to Cosette       | Jean Valjean et Cosette                                                       |
| 14. | 二人きりの旅                   | Futarikiri no tabi            | Leur voyage                                                                   |
| 15. | 二人の絆                       | Futari no kizuna              | La liaison de deux                                                            |
| 16. | パリのゴルボー屋敷             | Paris no Gorbeau yashiki      | La maison Gorbeau à Paris                                                     |
| 17. | 迫り来るジャヴェール           | Semari kuru Javert            | Javert qui se rapproche                                                       |
| 18. | 忘れていた再会                 | Wasureteita saikai            | Le revoir oublié                                                              |
| 19. | 預けられたコゼット             | Adukerareta Cosette           | Cosette laissée                                                               |
| 20. | 修道院の日々                   | Shūdouin no hibi              | Vie monastique                                                                |
| 21. | マリウス・ポンメルシー         | Marius Pontmercy              | Marius Pontmercy                                                              |
| 22. | それぞれの旅立ち               | Sorezore no tabidachi         | Voyages individuels                                                           |
| 23. | パリの空の下で                 | Paris no sora no shita de     | Sous le ciel de Paris                                                         |
| 24. | リュクサンブールの出会い       | Luxembourg no deai            | La rencontre au Luxembourg                                                    |
| 25. | 届かぬ思い                     | Todokanu omoi                 | Les pensées qui n'atteignent pas                                              |
| 26. | パリのすれちがい               | Paris no surechigai           | Rencontre fortuite à Paris                                                    |
| 27. | 飛び出した女の子               | Tobidashi ta onnanoko         | La fille qui apparaît subitement                                              |
| 28. | 拾われた手紙                   | Hirowareta tegami             | La lettre obtenue                                                             |
| 29. | テナルディエの罠               | Thenardier no wana            | Le piège des Thénardier                                                       |
| 30. | 残されたコイン                 | Nokosareta koin               | La pièce délaissée                                                            |
| 31. | 穏やかなプリュメ通り           | Odayaka na Plumet doori       | La tranquille rue Plumet                                                      |
| 32. | あの日の面影                   | Ano hi no omokage             | L'image de ce jour                                                            |
| 33. | あきらめかけた再会             | Akirame kaketa saikai         | Le revoir presque abandonné                                                   |
| 34. | 象の中の子供たち               | Zou no naka no kodomotachi    | Les enfants dans un phénomène                                                 |
| 35. | パトロン・ミネットの脱獄       | Patron-Minette no datsugoku   | L'évasion de Patron-Minette                                                   |
| 36. | 病める都・パリ                 | Yameru Miyako, Paris          | La ville souffrante, Paris                                                    |
| 37. | マリウスの誤算                 | Marius no gosan               | Les erreurs de Marius                                                         |
| 38. | コゼットとエポニーヌ           | Cosette to Eponine            | Cosette et Eponine                                                            |
| 39. | 1832年6月5日                   | 1832 nen 6 gatsu 5 ka         | 5 juin 1832                                                                   |
| 40. | 革命の夜                       | Kakumei no yoru               | La nuit de la Révolution                                                      |
| 41. | エポニーヌの恋                 | Eponine no koi                | Amour d'Eponine                                                               |
| 42. | マリウスからの手紙             | Marius karano tegami          | La lettre de Marius                                                           |
| 43. | ガヴローシュの願い             | Gavroche no negai             | Le souhait de Gavroche                                                        |
| 44. | 未来へのともしび               | Mirai he no tomoshibi         | La lumière vers le futur                                                      |
| 45. | パリの下水道                   | Paris no gesuidou             | Les égouts de Paris                                                           |
| 46. | ジャヴェールの正義             | Javert no seigi               | La justice de Javert                                                          |
| 47. | 心の絆                         | Kokoro no kizuna              | Lien du cœur                                                                  |
| 48. | コゼットとマリウス             | Cosette to Marius             | Cosette et Marius                                                             |
| 49. | 私のお母さん                   | Watashi no okāsan             | Ma maman                                                                      |
| 50. | 永遠のリング                   | Eien no ring                  | La bague éternelle                                                            |
| 51. | 明かされた真実                 | Akasareta shinjitsu           | La vérité révélée                                                             |
| 52. | 銀の燭台                       | Gin no shokudai               | Le chandelier en argent                                                       |

## Chansons
- Générique de début: Kaze no Mukō (風の向こう, littéralement « par delà le vent »?) de Yuki Saitō (Index Music)
- Générique de fin: Watashi no Okā-san (私のお母さん, littéralement « sa maman »?) de Yuki Saitō (Index Music)